# أحمد بن محمد اللويمي
أحمد بن محمد بن إبراهيم اللُّوَيْمي (15 أبريل 1957) طبيب بيطري وأكاديمي سعودي. ولد في المحمرة في عائلة عربية أحسائية ونشأ بها وسكن بلدة القارة بالأحساء. حصل على بكالوريوس طب بيطري من جامعة الملك فيصل 1982 وماجستير علم المناعة من جامعة كورنيل 1986 ودكتوراه في علم المناعة من جامعة برمنغهام سنة 1994. تأهل للدرجة الأستاذية بجامعة الملك فيصل بالأحساء وهو أستاذ في قسم الأحياء الدقيقة والطفيليات بكلية الطب البيطري والثروة الحيوانية فيها. يعمل رئيسًا لمجلس إدارة الجمعية البيطرية السعودية. له عدة مؤلفات ومقالات ويكتب في الجرائد والمجلات السعودية والخليجية والعربية.

## سيرته
ولد أحمد بن محمد بن إبراهيم اللويمي في المحمّرة يوم 15 أبريل 1957/ 16 رمضان 1376 في عائلة معروفة مسلمة اثنا عشرية أحسائية سكنت بها منذ مطلع القرن الثالث عشر الهجري. أنهى الدراسة في الابتدائية والمتوسطة والثانوية العامة في المدرسة العراقية فيها سنة 1975. اضطر للعمل في الإجازة الصيفية لتأمين مصروفاته المدرسية حيث عمل في الحدادة والنجارة وتركيب الزجاج وفي فرن للحلويات وورشة للميكانيكا. بعد انتهائه من الثانوية عام 1974 هاجر إلى الأحساء حصل على بكالوريوس طب بيطري من جامعة الملك فيصل سنة 1982 وماجستير علم المناعة من جامعة كورنيل بالولايات المتحدة سنة 1986، ودكتوراه في علم المناعة من جامعة برمنغهام في بريطانيا سنة 1994.

هو أستاذ علم المناعة وله العديد من الأبحاث العلمية وشارك في العديد من المؤتمرات الدولية والعربية. وهو عضو الجمعية الدولية للإفرازات الخلوية والجمعية الأمريكية لعلم المناعة البيطرية AAVI والجمعية الدولية لشبيه السل. ويشارك أيضًا في المحاضرات والندوات الثقافية والدينية الداخلية والخارجية.

## مهنته
يعمل رئيسًا للجمعية الطبية البيطرية السعودية منذ 1425 هـ/ 2004 م وأمينًا عامًا للجائزة المراعي للطبيب البيطري منذ 1429 هـ/ 2008 م ورئيس قسم الأحياء الدقيقية والطفيليات من 2003 حتى 2005 ورئيس لجنة خدمة المجتمع بالكلية منذ 1995 حتى 1998 وغيره من الوظائف.

### أعماله الأخرى
زاول الخطابة الحسينية في الأحساء منذ 1986-1988، وفي بريطانيا منذ 1991-1994 وفي الولايات المتحدة في 1998-1999. ساهم في تأسيس عدد من الحلقات واللجان الثقافية الخاصة في الأحساء منذ 1995. وقدم الكثير من المحاضرات الثقافية العلمية في مجال المناعة في جامعة الملك فيصل.

دخل الصحافة وكان له عمود ثابت في جريدة اليوم من 2009 حتی 2012. ونشر الكثير من المقالات.
عمل أيضًا مساعد معد لبرنامج قضايا صحية للقناة السعودية الثانية. شارك في بعض البرامج التلفزيونية الصحية في القناة الثانية والأولى.

## حياته الشخصية
سكن بلدة القارة منذ 1980 للمشاركة في الاحتفالات الثقافية وتزوج بها سنة 1981 واتخذت منها سكنًا دائمًا منذ 1994. لديه من الأولاد مصطفى وميثم وياسر وعلي. يجيد الإنجليزية والفارسية.

## جوائزه
- 1999: جائزة فولبرايت العالمية للبحث العلمي في الولايات المتحدة الأمريكية.[6]

## مؤلفاته
من كتبه:
- التحولات الفكرية والاجتماعية في الأحساء 1430
- إحياء عاشوراء منهج ورسالة
- المجتمع الأحسائي المعاصر قراءة في طباعه وأفكاره، 2011 (ردمك 9789953566160)
- العم السيد ودوره في التدافع الشعبي
- المجتمع الأحسائي ؛ عين على الحاضر ونظرة إلى المستقبل، 2018 (ردمك 9786030277643)